# Frei Rogério
Frei Rogério är en kommun i Brasilien.   Den ligger i delstaten Santa Catarina, i den södra delen av landet, 1 300 km söder om huvudstaden Brasília. Antalet invånare är 2 480.
I omgivningarna runt Frei Rogério växer huvudsakligen savannskog. Runt Frei Rogério är det ganska tätbefolkat, med 65 invånare per kvadratkilometer.